# The Hour
The Hour è una serie televisiva britannica trasmessa dal 2011 al 2012 su BBC Two. Il 12 febbraio 2013, La BBC ha annunciato che la serie è stata cancellata.

## Trama
Autunno 1956, Freddy Lyon è un reporter insoddisfatto del suo lavoro al cinegiornale della BBC che desidera ardentemente lavorare in televisione. Non sa che la sua migliore amica e collega Bel Rowley è appena stata scelta come produttrice del nuovo settimanale di attualità "The Hour". Bel decide chi saranno i suoi collaboratori e lascia che Freddie si occupi dell'attualità locale nonostante il giornalista aspiri agli affari esteri. Sceglie, poi, come anchorman l'affascinante e facoltoso Hector Madden.

## Episodi
| Stagione         | Episodi | Prima TV UK | Prima TV Italia |
| ---------------- | ------- | ----------- | --------------- |
| Prima stagione   | 6       | 2011        | inedita         |
| Seconda stagione | 6       | 2012        | inedita         |

## Personaggi e interpreti
- Freddie Lyon (stagione 1-2), interpretato da Ben Whishaw.
- Hector Madden (stagione 1-2), interpretato da Dominic West.
- Bel Rowley (stagione 1-2), interpretata Romola Garai.
- Clarence Fendley (stagione 1), interpretata da Anton Lesser.
- Angus McCain (stagione 1-2), interpretato da Julian Rhind-Tutt.
- Isaac Wengrow (stagione 1-2), interpretato da Joshua McGuire.
- Sissy Cooper (stagione 1-2), interpretata da Lisa Greenwood.
- Lix Storm (stagione 1-2), interpretata da Anna Chancellor.
- Thomas Kish (stagione 1-2), interpretato da Burn Gorman.